# Санчес, Салустиано
Салустиано Санчес (англ. Salustiano Sanchez; 8 июня 1901, Эль-Техадо — 13 сентября 2013, Нью-Йорк) — являлся старейшим верифицированным живущим в мире мужчиной после смерти 116-летнего японца Дзироэмона Кимуры 12 июня 2013 года. Санчес родился в Испании, подростком эмигрировал на Кубу, а потом и в США, где прожил долгую жизнь до самой своей смерти. С момента смерти Кимуры 12 июня 2013 года до верификации Санчеса 25 июля 2013 года самыми пожилыми верифицированными мужчинами в мире ошибочно считались Джеймс Маккубри, Дзёкити Игараси и Артуро Ликата. Причем последний действительно являлся старейшим живущим мужчиной планеты, но уже после смерти Салустиано, а именно с 13 сентября 2013 года. Также Артуро Ликата является последним живым мужчиной, рожденным в 1901 году.

## Биография
Салустиано Санчес родился 8 июня 1901 года в семье Балдомеры Бласкес и Серафима Санчеса в деревне Эль-Техадо, в провинции Саламанка, Испания. Он рос одаренным ребенком. В юности все окружающие восхищались его игрой на духовых музыкальных инструментах, на которых он отлично играл на деревенских праздниках и свадьбах, чтобы заработать деньги. В возрасте 10 лет Санчес пошел в школу, там получил начальное образование. Он эмигрировал на Кубу в возрасте 17 лет, к его старшему брату Педро и с его друзьям. Сначала он работал на плантациях, собирая сахарный тростник. А в августе 1920 года Санчес иммигрировал в США, где устроился на работу в угольные шахты Lynch, штат Кентукки. Он познакомился со своей будущей женой Перл Эмили на похоронах общего знакомого в Пенсильвании. Они поженились в 1934 году. В браке у них родились двое детей, сын Джон, и дочь Ирен. У супругов Санчесов была большая семья: двое детей, семь внуков, пятнадцать правнуков и пять пра-правнуков. Перл умерла в 1988 году, после чего Санчес жил в семье дочери Ирены, затем в 2007 году он переехал в дом престарелых. В последние годы Санчес жил в Гранд-Айленд, Нью-Йорк, недалеко от Ниагарского водопада.
Его хобби на протяжении многих лет было садоводство, а также разгадывание кроссвордов.
Салустиано Санчес скончался 13 сентября 2013 года в возрасте 112 лет и 97 дней, и до настоящего времени является старейшим верифицированным мужчиной-долгожителем, родившимся в 1901-м году.
С 3 сентября 2013 года по 13 мая 2015 года являлся 27-м старейшим верифицированным мужчиной в мире.